# 1953 en philosophie
Chronologie de la philosophie
- 1949
- 1950
- 1951
- 1952
- 1953
- 1954
- 1955
- 1956
- 1957

L’année 1953 a été marquée, en philosophie, par les événements suivants :

## Publications
- Giambattista Vico :  La Scienza Nuova (La Science Nouvelle) - Traduction intégrale par Ariel Doubine du texte de 1744, Présentation par Benedetto Croce, Introduction, notes et index par Fausto Nicolini, Paris, Nagel, 1953

### Rééditions
- Descartes, Œuvres et lettres, textes présentés par André Bridoux, Bibliothèque de la Pléiade, NRF, Gallimard, 1953.